# Зоряний цвіт
«Зоряний цвіт» (рос. «Звёздный цвет») — український радянський художній фільм 1971 року режисера Миколи Ільїнського.

## Сюжет
Важка доля жінок Сходу: байська мораль, сімейні традиції…

## У ролях
- Іван Гаврилюк
- Микола Дупак
- Дмитро Миргородський
- Леонід Бакштаєв
- Каміла Саїдова
- Санат Диванов
- Лесь Сердюк
- Аслі (Асліддін) Бурханов
- Дурди Сапаров
- Валерій Шептекита
- Гульсара Ажібекова
- Борис Товкач

## Творча група
- Автор сценарію: Олександр Сацький
- Режисер: Микола Ільїнський
- Оператор: Микола Журавльов
- Композитор: Євген Зубцов